# Stigmacros rufa
Stigmacros rufa är en myrart som beskrevs av Mcareavey 1957. Stigmacros rufa ingår i släktet Stigmacros och familjen myror. Inga underarter finns listade i Catalogue of Life.